# Quedius lucidulus
Quedius lucidulus är en skalbaggsart som beskrevs av Wilhelm Ferdinand Erichson 1839. Quedius lucidulus ingår i släktet Quedius, och familjen kortvingar. Arten är reproducerande i Sverige.